# Alessandro Rivolta
Alessandro Rivolta, född 9 juni 1962, är en italiensk bågskytt. Han deltog vid olympiska sommarspelen 1992.